# Blauwhuisbossen
De Blauwhuisbossen zijn een bos- en natuurgebied in het 'Landschapspark Bulskampveld' vlak bij Wildenburg in Wingene. De bossen in de vallei van de Oude Blauwhuisbeek sluiten aan bij Kasteel 't Blauwhuis, dat in de 16de eeuw gebouwd door Jan Wyts de jonge (+1533), voorvader van het geslacht Wyts de la Boucharderie. Vlak bij de bossen liggen ook het landhuis De Warande met cottage-invloeden en aansluitend ruime landschapstuin (begin 20ste eeuw) en het landhuis De Varens ('Les Fougères'). Aan de overkant van de Beernemse steenweg (N370) sluit Kasteel Wildenburg met parktuin en bijbehorende bossen aan op het groengebied.